# O Aseñado
O Aseñado es una aldea española situada en la parroquia de Berdillo, del municipio de Carballo, en la provincia de La Coruña, Galicia.

## Demografía
| Gráfica de evolución demográfica de O Aseñado entre 2000 y 2022 |
|                                                                 |
| Datos según el nomenclátor publicado por el INE.                |